# Out On the Tiles
Out on the Tiles, låt skriven av Jimmy Page, Robert Plant och John Bonham, framförd av medlemmarna i Led Zeppelin på albumet Led Zeppelin III, släppt 1970. Låttiteln bygger på en brittisk fras som betyder att gå ut på natten. John Bonham använde uttrycket "Out on the Tiles", vilket han menade gå till någon bar. Låten har använts sparsamt under bandets konserter.